# موردن، منیتوبا
موردن، منیتوبا (به انگلیسی: Morden) یک منطقهٔ مسکونی در کانادا است که در منیتوبا واقع شده‌است. موردن ۱۲٫۴۴ کیلومتر مربع مساحت و ۸٬۶۶۸ نفر جمعیت دارد.